# Troia (Italia)
Troia è un comune italiano di 6 529 abitanti della provincia di Foggia in Puglia.
Situata nel Subappennino Dauno, a ridosso del Tavoliere delle Puglie, fino agli inizi del Novecento era spesso citata come Troja o Troia di Puglia.

## Storia
La cittadina ha antichissima fondazione, tanto che i ritrovamenti archeologici denotano che il centro fu fondato in epoca anteriore alle guerre puniche. Prima di essere colonizzata dai Romani, la città era conosciuta ai Greci come Aika (poi latinizzato in Aecae). Il centro ebbe un forte sviluppo socioeconomico in epoca imperiale, quando si trovò ad essere attraversato dalla via Traiana nel tratto compreso fra Aequum Tuticum e Herdonia. Fu in quell'epoca che venne istituita la diocesi di Eca ad opera dei tre vescovi Marco, Eleuterio (patrono di Troia) e Secondino (anch'egli patrono della città assieme ai santi Ponziano, Anastasio e Urbano).
L'antica Aecae andò distrutta a seguito delle invasioni barbariche, e solo nel 1019 rinacque col nome attuale per volere di Basilio Boioannes, catapano bizantino d'Italia, che la ribattezzò Troia in ricordo dell'antica città anatolica. Un documento in lingua greca, redatto nello stesso anno 1019 da funzionari bizantini, attesta che la fondazione della nuova città avvenne ad opera di genti provenienti dalla contea di Ariano, e dunque dall'area appenninica. Assediata dai Saraceni e poi trasformata in roccaforte dai bizantini, Troia fu soggetta a numerosi assedi: da quello di Enrico II, a quello dell'imperatore Federico II di Svevia. La città sorgeva infatti in posizione strategica lungo la medievale via Francigena (erede della via Traiana e attestata in territorio di Troia nel Privilegium baiulorum imperialium del 1024).
Nel 1093, Urbano II, il Papa delle crociate, tenne il primo concilio di Troja, cui seguirono altri tre, rispettivamente nel 1115 (papa Pasquale II), nel 1120 (papa Callisto II) e nel 1127 (papa Onorio II). Nel 1462 vi si combatté la sanguinosa battaglia di Troia, nella quale gli Angioini furono duramente sconfitti dagli Aragonesi.
In epoca moderna la cittadinanza ebbe quali feudatari tra gli altri Perretto (o Pietro) De Andreis, Muzio Attendolo Sforza, Garzia Cavaniglia e Giovanni Cossa. Tra il 1501 e il 1504 venne infeudata a Giovanna di Trastámara e alla figlia Giovanna d'Aragona, già consorte di Ferdinando II di Napoli, ritornando nel demanio regio nel 1518 in seguito alla morte di quest'ultima. Tale parentesi di relativa autonomia sarebbe durata solo pochi anni, dal momento che la città, posta in vendita dal viceré Raimondo de Cardona, venne acquistata da Troiano Cavaniglia nel 1521, per poi passare sotto il controllo dei Di Capua conti di Altavilla fino al 1583, quando Giovanni di Capua la vendette per la somma di 59.400 ducati al conte di Gambatesa Ferrante Lombardo (1531-1594), esponente della famiglia Lombardo. Il Lombardo, espressione del nuovo ceto emergente nel regno legato alle attività bancarie, al commercio del grano e all'industria armentaria era nativo di Troia nonché uno dei personaggi più ricchi del regno. La città tuttavia accolse negativamente il nuovo feudatario, al punto che ottenne di liberarsi dal suo controllo e rientrare nel regio demanio il 15 ottobre 1585, riscattandosi mediante il pagamento di una somma pari a quella versata da Ferrante Lombardo. Venne tuttavia nuovamente concessa in feudo nel XVII secolo alla famiglia d'Avalos. Nel 1649 Francesco d'Avalos, gran cancelliere del Regno e mastro d'atti, ottenne da Filippo IV di Spagna il titolo di principe di Troia. La città sarebbe rimasta sotto il controllo della famiglia d'Avalos sino all'eversione della feudalità.
Il movimento repubblicano di matrice giacobina ebbe a Troia pochi aderenti e la città fu uno dei bastioni della rivolta antifrancese nel 1799, soffocata dal generale Guillaume Philibert Duhesme, aprendo le porte senza resistenza all'armata sanfedista del cardinale Ruffo.
Durante la spedizione dei Mille e la conseguente unificazione dell'Italia, nel 1860, Troia fu teatro di alcuni episodi di resistenza borbonica.

### Citazioni
Di Antonio Salandra si narra che alcuni parlamentari del periodo prefascista fossero soliti dileggiarlo rivolgendosi a lui con frasi volutamente equivoche del tipo “come ha testé affermato l'illustre figlio di Troia…”. E sempre si narra che egli fosse solito rispondere con un invece poco ambiguo “ciò che per me fu patria, per voi è madre!”.

### Simboli
Lo stemma e il gonfalone sono stati concessi con decreto del presidente della Repubblica del 20 gennaio 1998.
Nello scudo è raffigurato, in campo azzurro, un vaso panciuto d'oro, con cinque serpenti d'argento, linguati ed allumati di rosso, ondeggianti in palo, moventi dall'imboccatura del vaso, due a destra con la testa volta verso destra, due a sinistra con la testa volta verso sinistra, uno centrale con la testa volta verso sinistra, decorato in fascia di foglie di alloro. Ornamenti esteriori da Città. Il gonfalone è un drappo di rosso.

## Monumenti e luoghi d'interesse

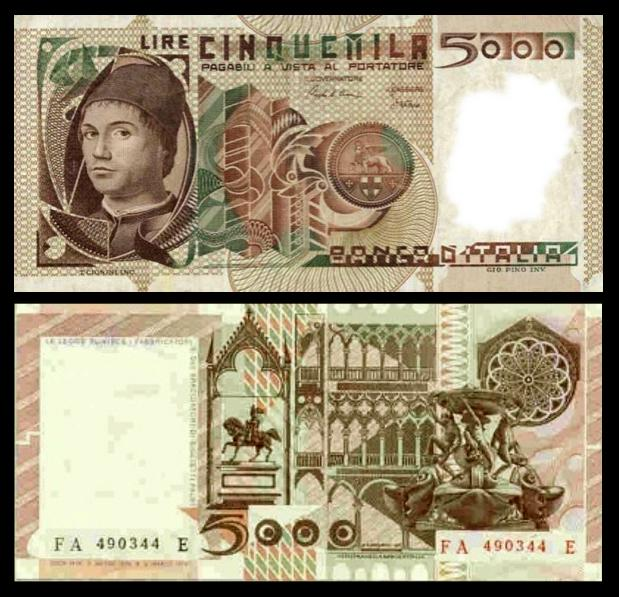
La banconota da 5.000 lire con Antonello da Messina, emessa dal 1979 al 1983. Si nota, sul verso, in alto a destra il rosone presente sulla facciata della concattedrale di Troia.

La cittadina custodisce numerosi tesori artistici, tra i quali si distingue la concattedrale (fondata nel 1093), in stile romanico, con il suo rosone ad undici raggi. Rosone che era presente nel verso, nell'angolo superiore destro, delle vecchie banconote da 5.000 lire, emessa dal 1979 al 1983 (4ª serie con l'effigie di Antonello da Messina). Il Museo del Tesoro della Cattedrale custodisce anche tre esemplari (su 28 totali ancora conservati nel mondo) di Exsultet, rotoli in pergamena usati nei riti della Pasqua.

### Architetture religiose
- Chiesa di San Vincenzo Martire: La più antica risalente al X secolo;
- Basilica di San Basilio Magno (XI secolo): di probabile origine paleocristiana, è un edificio dalla massiccia struttura in muratura, rifatta e rimaneggiata più volte tra il Rinascimento e l’epoca barocca;
- Concattedrale: tipico esempio di romanico pugliese con influssi pisano-bizantini e musulmani, dell'XI secolo e terminata nel XIII secolo; già appellata il Duomo di Troia, con la sua porta bronzea di Oderisi da Benevento, «decorata di draghi e mascheroni, in un complesso di intenso classicismo (1119)».[12]
- Chiesa di San Francesco: esempio di arte barocca, venne ampliata con l’annesso convento dai frati di Montevergine nel 1737, occupando, poi, nel 1756 tutta l’area che fu dei Padri della Commenda di San Giovanni di Gerusalemme;
- Chiesa di Santa Maria dell'Addolorata (o di San Benedetto o di San Francesco delle Stimmate) (XVIII secolo);
- Chiesa di San Giovanni di Dio (XVI secolo);
- Chiesa di Sant'Andrea in Sant'Anna: Fondata su un convento di cappuccini fondato nel 1616 ed intitolata a Sant'Anna. Nel 1943 la chiesa fu restaurata e fatta parrocchia con il titolo attuale;
- Ex monastero delle Benedettine (XVII secolo):
- Chiesa di San Giovanni al Mercato (secoli XVIII-XIX);
- Santuario diocesano della Madonna Mediatrice: costruita nel 1934 sull'antica "Santa Maria delle Grazie fuori le mura in Via Foggia". Negli anni ’30 del XX secolo, la cura della chiesa fu affidata alla congregazione dei missionari Comboniani;
- Chiesa di San Secondino Vescovo: in stile architettonico moderno, realizzata nei primi anni '80 del XX secolo.

### Architetture civili
- Palazzo D'Avalos (XVI secolo). Antica residenza della famiglia D'Avalos, il complesso comprende un seminterrato, un cortile interno, numerose sale e conserva intatta la piccola cappella barocca e le stanze di rappresentanza;
- Palazzo Varo (Palazzo Curato) (XIX secolo);
- Palazzo Siliceo (XV secolo);
- Palazzo Vescovile (XVII secolo). Sede dell’archivio vescovile, dell'archivio capitolare ed è custode di tutti gli atti e documenti dell’ex-diocesi di Troia. L'aspetto che oggi l'edificio presenta risale al seicento, come denunciano chiaramente le linee della sua architettura. Nelle stanze degli appartamenti vescovili sono esposti mobili, arredi e ritratti di prelati, ma anche qualche oggetto in stile art déco. Nella sala del trono si trova la tela della Visione di San Francesco d’Alcantara di Francesco Solimena e quella della Flagellazione, attribuita al Parmigianino;
- Palazzo Gesuiti (Palazzo Tricarico) (XVI secolo). Ha la facciata bugnata a punta di diamante, una finestra con due leoni provenienti da un monastero benedettino e bassorilievi incastonati;
- Palazzo San Domenico. Costruito lungo le mura di cinta della città, il castello è menzionato in una pergamena del 1042.

### Altro
La taverna Cancarro è situata fuori dal centro abitato lungo il tratturello Camporeale-Foggia che fino agli inizi del Settecento costituiva un collegamento fondamentale tra Campania e Puglia; nei pressi sono visibili i ruderi dell'altrettanto antica masseria Cancarro. A seguito di esplorazioni archeologiche è emerso che in tempi lontani vi erano in questo luogo anche una chiesa e un'ampia area sepolcrale.

## Società

### Evoluzione demografica

La concattedrale di Troia in una stampa antica

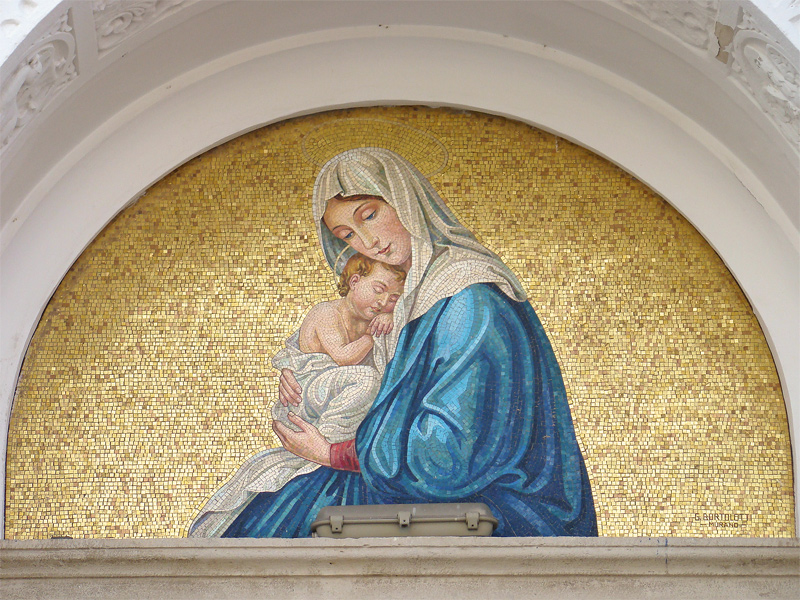
Santuario della Madonna Mediatrice

Abitanti censiti

### Lingue e dialetti
Il dialetto troiano, parlato nel territorio comunale, è una variante del dialetto dauno-irpino, appartenente al gruppo dei dialetti italiani meridionali.

### Religione
La ampia maggioranza della popolazione troiana professa la religione cristiana nella confessione cattolica.
La diocesi di Troia, erede dell'antichissima diocesi di Eca, a partire dal 1986 fu aggregata alla diocesi di Lucera-Troia con le seguenti zone pastorali:
- Concattedrale B. V. Maria Assunta in Cielo
- Maria SS. Mediatrice
- Comunità di San Francesco
- San Secondino Vescovo
- San Vincenzo
- San Nicola di Bari in Orsara
- Beata Vergine del Carmine in Giardinetto

### Tradizioni e folclore
- Processione penitenziale delle Catene. Figuranti incappucciati, con catene legate ai piedi scalzi percorrono le strade del centro medievale con una pesante croce in spalla. Il gruppo delle cosiddette "Catene" visita tutte le chiese più antiche pregando in ognuna di esse. I componenti si tramandano questo compito di padre in figlio dal 1701 (mattina del Venerdì Santo).
- Processione dei Misteri. La sera del Venerdì Santo si snoda tra il Corso principale di Troia e la via Roma, una lunga e scenografica processione di origine spagnola, risalente all'inizio del 1700, in cui avviene la rievocazione della Via Crucis del Signore, mentre la banda cittadina accompagna con marce funebri le statue dette de "I Misteri", della Madonna Addolorata e del Cristo morto.
- La Passione Vivente. Rievocazione della passione di Cristo con ambientazione in varie piazze del paese. Vi partecipano un centinaio di figuranti in costumi d'epoca. Si svolge, di norma, la Domenica delle Palme.
- Processione del Bacio. Si svolge il giorno di Pasqua nella piazza antistante la Basilica Cattedrale, dove avviene l'incontro delle statue del Cristo Risorto e della Madonna che culmina con la suggestiva scena del Bacio, che è in effetti un inchino reverenziale di Gesù a sua Madre. Le due statue partono da punti opposti del centro storico di Troia, la Madonna viene portata a braccio dalla chiesa di San Domenico mentre, dalla parte opposta, parte dalla chiesa di San Francesco la statua del Cristo Risorto, entrambe addobbate per l'occasione. Le due statue vengono avvicinate e poi ritratte per due volte: la terza volta, la statua del Cristo Risorto viene fatta inchinare per il Bacio sino ai piedi della Madonna, tra gli applausi della gente ed il sottofondo del concerto bandistico che intona una marcia.

## Cultura
Troia può fregiarsi della bandiera arancione, riconoscimento turistico-ambientale conferito dal Touring Club Italiano.

### Musei
- Museo municipale: articolato in tre sezioni dedicate rispettivamente ai numerosi reperti greco-romani, ai ritrovamenti archeologici di età paleo cristiana, e a una interessante raccolta di quadri d'arte moderna per lo più firmati dall'artista Nicola Fiore.
- Museo diocesano: fondato nel 1965 è ospitato nel settecentesco convento delle suore benedettine. Raccoglie oggetti di arte sacra (quadri, statue e reperti archeologici) dal 1200 al 1800.
- Tesoro della cattedrale di Troia[17]: allestito nel 2006 nell’ex seminario vescovile, custodisce il patrimonio storico-artistico proveniente in prevalenza dalla Concattedrale. Il percorso espositivo si sviluppa in quattro sezioni, databili dal XII al XX secolo. Nella prima sono esposti preziosi oggetti liturgici, mentre la seconda comprende paramenti liturgici, tra cui spicca il piviale in broccato del 1513. La terza sezione custodisce pergamene e manoscritti, databili tra il 1034 e il 1919. L’ultima mostra preziosi codici miniati, tra i quali si possono ammirare tre famosi rotoli miniati medievali degli Exsultet, lunghi complessivamente più di 11 metri realizzati in ambito beneventano-cassinese e srotolati sull’ambone nel corso della Veglia Pasquale tra il XI e XII secolo.

## Geografia antropica
Il centro abitato di Troia mostra una conformazione assai stretta e allungata, dovuta al fatto che la cittadina sorse lungo un antico tracciato, il tratturello Camporeale-Foggia, che ha rappresentato la principale via di comunicazione tra Campania e Puglia fino al Settecento, quando venne aperta al transito la via regia delle Puglie (corrispondente all'attuale strada statale 90 delle Puglie). Tanto il tratturello (erede dell'antica via Traiana e della medievale via Francigena) quanto il centro abitato (sorto sulle ceneri dell'antica Eca) corrono su una dorsale collinare pressoché rettilinea (con direttrice sudovest-nordest) compresa tra il torrente Celone a nord-ovest e l'ampia valle del Cervaro a sud-est.

## Economia
Il panorama economico di Troia è tuttora essenzialmente agricolo, legato alla tradizionale coltivazione di grano duro e alle produzioni di olio extra vergine di oliva e di vino (uva di Troia). Notevole è la produzione di olio extra vergine di oliva, favorita dal clima relativamente fresco, asciutto e ventilato che ostacola lo svilupparsi di quegli insetti che sovente colpiscono l'ulivo, come la mosca olearia. La cultivar maggiormente presente è l'Ogliarola troiana, che dà oli dolci a bassa acidità con un fruttato di mandorla che va dal leggero al medio. La produzione di vino, del tipo nero di Troia, è quantitativamente limitata.
Nel settore dell'artigianato Troia è nota per l'arte della liuteria.

## Infrastrutture e trasporti
Il comune è raggiungibile dalla strada statale 90 Foggia-Napoli oppure, in alternativa, dalla strada statale 17 Foggia-Campobasso. La strada provinciale 115 consente invece il collegamento diretto con il capoluogo della provincia.

### Ferrovie
Dal 1867 al 2007 il territorio comunale era servito dalla stazione di Troia-Castelluccio Sauri posta sulla Napoli-Foggia, chiusa a seguito della scarsa affluenza dei passeggeri.

## Amministrazione
Di seguito è presentata una tabella relativa alle amministrazioni che si sono succedute in questo comune.
| Periodo          | Periodo          | Primo cittadino    | Partito                            | Carica              | Note   |
| ---------------- | ---------------- | ------------------ | ---------------------------------- | ------------------- | ------ |
| 23 marzo 1989    | 28 agosto 1990   | Adolfo Scrima      | Democrazia Cristiana               | Sindaco             | [ 19 ] |
| 28 agosto 1990   | 22 novembre 1993 | Ponziano Marasco   | Democrazia Cristiana               | Sindaco             | [ 19 ] |
| 25 novembre 1993 | 17 novembre 1997 | Domenico La Bella  | Partito Democratico della Sinistra | Sindaco             | [ 19 ] |
| 17 novembre 1997 | 15 febbraio 1999 | Domenico La Bella  | centro-sinistra                    | Sindaco             | [ 19 ] |
| 15 febbraio 1999 | 14 giugno 1999   | Michele Di Bari    |                                    | Comm. straordinario | [ 19 ] |
| 14 giugno 1999   | 14 giugno 2004   | Lorenzo Bonghi     | lista civica                       | Sindaco             | [ 19 ] |
| 14 giugno 2004   | 8 giugno 2009    | Edoardo Beccia     | lista civica                       | Sindaco             | [ 19 ] |
| 8 giugno 2009    | 26 maggio 2014   | Edoardo Beccia     | lista civica                       | Sindaco             | [ 19 ] |
| 26 maggio 2014   | 27 maggio 2019   | Leonardo Cavalieri | lista civica                       | Sindaco             | [ 19 ] |
| 27 maggio 2019   | 9 giugno 2024    | Leonardo Cavalieri | lista civica                       | Sindaco             | [ 19 ] |
| 9 giugno 2024    | in carica        | Francesco Caserta  | lista civica                       | Sindaco             | [ 19 ] |

## Sport
Attualmente la squadra di calcio del G.S.Troia milita nel campionato regionale di Promozione, mentre la squadra di pallavolo Silver Sun Ecana milita in prima divisione. La società di calcio a 5 nel campionato regionale di Serie C2 è l’A.S.D. Futsal Troia. La Stella Azzurra Troia milita invece nel campionato provinciale di terza categoria.